# Дорћолска посла
„Дорћолска посла” је југословенски ТВ филм из 1972. године. Режирао га је Љубиша Ристић који је написао и сценарио по тексту Чиче Илије Станојевића.

## Улоге
| Глумац                  | Улога |
| ----------------------- | ----- |
| Светлана Бојковић       |       |
| Милан Лане Гутовић      |       |
| Живојин Жика Миленковић |       |